# レネヴェ・ダメンズ
レネヴェ・ダメンズ（Leneve Damens、1993年5月30日 - ）は、ナミビアのラグビーユニオン選手。

## プロフィール
- ナミビア出身[1]。
- ポジションはフランカー(FL)、ナンバーエイト(No.8)。
- 身長 188cm、体重 108kg
- ナミビア代表キャップは4（2025年4月現在）でラグビーワールドカップ2015のナミビア代表に選ばれた[2]。

## 略歴
フリーステイト・チーターズ、チーターズ、ブルー・ブルズを経て、2014年、ワンダラーズに加入。